# Uiútnoie (Omsk)
|  | Per a altres significats, vegeu «Uiútnoie». |

Uiútnoie (en rus: Уютное) és un poble de l'óblast d'Omsk, a Rússia, que en el cens del 2010 tenia 415 habitants. Pertany al districte rural de Mariànovka.